# Kurt Forstreuter
Kurt Hermann Forstreuter (né le 8 février 1897 à Weedern (de), arrondissement de Ragnit, Prusse-Orientale et mort le 28 février 1979 à Göttingen) est un historien et archiviste allemand.

## Biographie
En tant que descendant d'exilés de Salzbourg, Forstreuter étudie au lycée de Tilsit. Après avoir obtenu son diplôme d'études secondaires, il étudie l'allemand et l'histoire à l'Université de Königsberg à partir de 1916. Après avoir participé à la Première Guerre mondiale, il poursuit en 1919 à l'Albertina et à partir de 1920 à l'Université Frédéric-Guillaume de Berlin. Avec une thèse de doctorat sous la direction de Julius Petersen (de), il obtient son doctorat.
Le service de la bibliothèque lui étant fermé, il suit le cours préparatoire de l'administration des archives prussiennes à Berlin-Dahlem après l'examen d'État philologique de 1925. En 1927, il commence son service comme archiviste aux Archives d'État prussiennes de Königsberg. Ce n'est qu'en 1930 qu'il peut déménager de l'exiguïté du château de Königsberg au nouveau bâtiment du Hansaring. Nommé conseiller des archives d'État en 1931, il devient un pilier des archives aux côtés du directeur des archives Max Hein (de). Responsable régional de l'est de la Prusse-Orientale, il dresse la liste des possessions de la Chambre de guerre et de domaine de Königsberg (de) et du gouvernement de Gumbinnen. Il joue également un rôle majeur dans l'organisation et le catalogage des fichiers centraux du ministère du budget (de) (duché de Prusse). Il est réticent à participer à la germanisation des noms de lieux de la Prusse-Orientale (1938). Il apprend le polonais, le russe et un peu le lituanien.
Libéré en 1946 de sa captivité en Yougoslavie en 1946, il est arrivé à Berlin via Leipzig. En 1947, il commence à construire une nouvelle existence dans les archives principales, qui deviennent plus tard les Archives d'État secrètes du patrimoine culturel prussien (de) . Il devient un historien bien connu de l'Ordre teutonique en 1952, lorsqu'il commence à s'occuper des archives de Königsberg à Goslar. De 1953 jusqu'à sa mort, il dirige le dépôt d'archives d'État de Göttingen (de) et fait des recherches sur l'histoire de l'ordre en Italie et dans le reste de la région méditerranéenne. Même après sa retraite (1962), il aide toujours ses jeunes collègues et utilisateurs d'archives.
Forstreuter est membre de la Commission historique pour la recherche d'État de Prusse-Orientale et Occidentale. Avec Fritz Gause, il édite leur newsletter Prussia (1963-1973). Avec lui également, il mène l'Altpreußische Biographie à une conclusion préliminaire (Vol. 3, 1975). Ses pertes en temps de guerre incluent son manuscrit sur la politique culturelle allemande en Lituanie prussienne, inspiré par Albert Brackmann (de). Une collection de documents sur la fin de l'État teutonique est également perdue. Bien qu'il ne s'agisse que d'un document commémoratif, Vom Ordensstaat zum Fürstentum acquit une importance scientifique encore plus grande.

## Publications
- Die Memel als Handelsstraße Preußens nach Osten. Gräfe & Unzer, Königsberg/Pr. 1931.
- Gräfe und Unzer. Zwei Jahrhunderte Königsberger Buchhandel. Gräfe & Unzer, Königsberg/Pr. 1932.
- Preußen und Rußland im Mittelalter. Die Entwicklung ihrer Beziehungen vom 13. bis 17. Jahrhundert. Ost-Europa-Verlag, Königsberg/Pr. / Berlin 1938.
- Memelland. Preußenverlag, Elbing 1939.
- Vom Ordensstaat zum Fürstentum. Geistige und politische Wandlungen im Deutschordensstaate Preussen unter den Hochmeistern Friedrich und Albrecht. 1498–1525. Holzner, Kitzingen 1951.
- Das preussische Staatsarchiv in Königsberg. Ein geschichtlicher Rückblick mit einer Übersicht über seine Bestände. Vandenhoeck & Ruprecht, Göttingen 1955.
- Deutschland und Litauen im Mittelalter. (= Studien zum Deutschtum im Osten. Heft. 1). Verlag Böhlau, Köln 1962.
- Der Deutsche Orden am Mittelmeer. (= Quellen und Studien zur Geschichte des Deutschen Ordens, Bd. 2). Verlag Wissenschaftliches Archiv, Bonn 1967.
- Das Ende der Königsberger Hartungschen Zeitung. Holzner-Verlag, Würzburg 1968.
- mit Hans Koeppen (de): Die Berichte der Generalprokuratoren des Deutschen Ordens an der Kurie. Vandenhoeck & Ruprecht, Göttingen und Böhlau, Köln.
  - Bd. 1: Die Geschichte der Generalprokuratoren von den Anfängen bis 1403. 1961.
  - Bd. 2: Peter von Wormditt (1403–1419). 1960.
  - Bd. 3: Johann Tiergart (1419–1428)
    - Erster Halbband: 1419–1423. 1966.
    - Zweiter Halbband: 1424–1428. 1971.

  - Bd. 4: 1429–1436
    - Erster Halbband: 1429–1432. 1973.
    - Zweiter Halbband: 1433–1436. 1976.
- Weedern. Erinnerung an einen Ort. Selbstverlag, Göttingen 1968.
- Realgymnasium und Oberrealschule in Tilsit. Sonderdruck aus: Tilsit-Ragnit, Stadt und Landkreis, ein ostpreußisches Heimatbuch. Holzner Verlag, Würzburg 1971.
- Wirkungen des Preußenlandes. Vierzig Beiträge (= Studien zur Geschichte Preußens, Bd. 33). Grote, Köln/Berlin 1981 (darin vollständige Bibliographie seiner Veröffentlichungen).